# Lagrangemultiplikator
Lagrangemultiplikator är ett begrepp i matematisk analys som kan användas om man vill hitta alla extrempunkter för funktionen f(x, y) när den begränsas av ett bivillkor g(x, y) = 0. Metoden är namngiven efter Joseph Louis Lagrange och baseras på följande teorem.
Antag att två funktioner f(x,y) samt g(x,y) har kontinuerliga förstaderivator i punkten P0 = (x0, y0) på kurvan C med ekvationen g(x, y) = 0.  Antag också att när f(x, y) begränsas av punkter på C så har funktionen alltid ett lokalt maximum eller minimum i P0.
Antag även att: P0 är inte en slutpunkt på C och att {\displaystyle \nabla g(x,y)\neq 0}.
Då finns ett tal, λ0, sådant att (x0, y0) är en stationär punkt för Lagrangefunktionen
{\displaystyle L(x,y,\lambda )=f(x,y)+\lambda g(x,y)}
där λ är en Lagrangemultiplikator.

## Bevis
De båda första antagandena tillsammans antyder att C är tillräckligt jämn för att ha en tangent igenom P0 och att {\displaystyle \nabla g(P_{0})}är en normal till tangenten. Om {\displaystyle \nabla f(P_{0})} inte är parallell med {\displaystyle \nabla g(P_{0})} så har {\displaystyle \nabla f(P_{0})} en projicerad vektor, v, som inte är en nollvektor längs tangenten till C i P0. Det innebär att f har en positiv riktningsderivata i P0 i vs riktning och en negativ riktningsderivata i motsatt riktning till v. Därmed ökar f om den rör sig bort från P0 i riktningen v och minskar i riktningen -v, vilket i sin tur innebär att f inte kan ha ett lokalt maximum eller minimum i P0. Det innebär att {\displaystyle \nabla f(P_{0})} måste vara parallell med {\displaystyle \nabla g(P_{0})} och eftersom {\displaystyle \nabla g(P_{0})\neq 0} så måste det finnas ett tal, λ0, sådant att 
{\displaystyle \nabla f(P_{0})=-\lambda _{0}\nabla g(P_{0})~~{\textrm {eller}}~~\nabla (f(P_{0})+\lambda _{0}g(P_{0}))=0}
Båda komponenterna i ovanstående vektor försäkrar oss om att {\displaystyle {\tfrac {\partial L}{\partial x}}=0} och att {\displaystyle {\tfrac {\partial L}{\partial y}}=0} i (x0, y0, λ0).
Den tredje ekvationen som måste satisfieras av en stationär punkt på L är {\displaystyle {\tfrac {\partial L}{\partial \lambda }}=g(x,y)=0.} Den satisfieras i punkten (x0, y0, λ0) därför att P0 ligger på C. Då fås att (x0, y0, λ0) är en stationär punkt till  
 L(x, y, λ).

## Exempel
Maximera f(x, y) = x3y5 under bivillkoret g(x, y) = x + y - 8.

### Lösning
Vi börjar med att ställa upp Lagrangefunktionen
{\displaystyle L(x,y,\lambda )=x^{3}y^{5}+\lambda (x+y-8)}
Vi tar sedan fram alla partiella derivator och sätter dem lika med noll i ett ekvationssystem
{\displaystyle {\begin{matrix}A:&3x^{2}y^{5}+\lambda &=0\\B:&5x^{3}y^{4}+\lambda &=0\\C:&x+y-8&=0\end{matrix}}}
A - B ger D nedan:
{\displaystyle {\begin{matrix}C:&x+y-8&=0\\D:&3x^{2}y^{5}-5x^{3}y^{4}&=0&\Longleftrightarrow &-5x+3y&=0\end{matrix}}}
Detta ger x = 3 och  y = 5. 
Det sökta värdet ges av f(3, 5) = 84375.